# بوب غيل
بوب غيل (بالإنجليزية: Bob Gale) (و. 1951  م) هو كاتب سيناريو، ومنتج أفلام أمريكي، ولد في يونيفرسيتي سيتي، هو عضوٌ الحزب الجمهوري.

## التعليم
تعلم في جامعة كاليفورنيا الجنوبية، وكلية جامعة جنوب كاليفورنيا للفنون السينمائية ‏.

## وصلات خارجية
- بوب غيل على موقع IMDb (الإنجليزية)
- بوب غيل على موقع الموسوعة البريطانية (الإنجليزية)
- بوب غيل على موقع ألو سيني (الفرنسية)
- بوب غيل على موقع ميوزك برينز (الإنجليزية)
- بوب غيل على موقع أول موفي (الإنجليزية)
- بوب غيل على موقع قاعدة بيانات الأفلام السويدية (السويدية)
- بوب غيل على موقع قاعدة بيانات الفيلم (الإنجليزية)
- بوب غيل على موقع كينوبويسك (الروسية)